# Prowincja Sóc Trăng
Sóc Trăng wymowaⓘ – prowincja Wietnamu, znajdująca się w południowej części kraju, w Regionie Delty Mekongu.

## Podział administracyjny
W skład prowincji Sóc Trăng wchodzi osiem dystryktów oraz jedno miasto.
- Miasta:

1. Sóc Trăng

- Dystrykty:

1. Cù Lao Dung
2. Kế Sách
3. Long Phú
4. Mỹ Tú
5. Mỹ Xuyên
6. Ngã Năm
7. Thạnh Trị
8. Vĩnh Châu